# Histoire démographique des Amérindiens

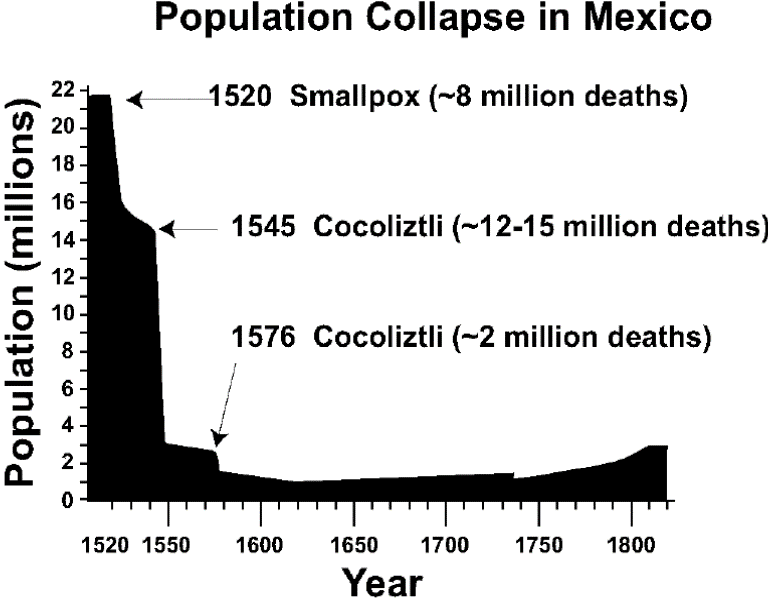
Graphique démontrant la chute de population autochtone au Mexique au 16e siècle

L'histoire démographique des Amérindiens est marquée par le contact entre l'Ancien et le Nouveau Monde, à partir du voyage de Christophe Colomb en 1492, qui a eu pour conséquence la colonisation européenne des Amériques. En quelques décennies, alors que l'immigration sur le continent américain en provenance d'Afrique et d'Eurasie n'a cessé de croître, la population indigène a été très majoritairement décimée.
L'étendue et les causes de cette baisse démographique sont difficiles à évaluer et ont fait l'objet d'un long débat universitaire, tout comme sa qualification de génocide.
Les données archéologiques et les documents coloniaux sur lesquels reposent les estimations de l'évolution de la population indigène, entre la fin de la période précolombienne et le début de la période coloniale, sont en effet trop lacunaires ou biaisés. Alors que la plupart des spécialistes, jusqu'à la première moitié du XXe siècle, estimaient que la population précolombienne, en 1492, s'approchait des 10 millions de personnes, certaines estimations plus récentes dépassent les 100 millions, et la plupart s'approchent au XXIe siècle des 50 millions.
Ce changement soudain a principalement été imputé d'une part aux violences (conflits contre les colons européens et entre ethnies autochtones, mauvais traitements, violence sociale structurelle du colonialisme) et d'autre part à des maladies exogènes (telles que la grippe, la peste bubonique ou pneumonique, la fièvre jaune, la variole, le paludisme) contre lesquelles les indigènes n'avaient pas développé la même immunité que les populations de l'Ancien Monde.

## Questions méthodologiques
Évaluer l'histoire de la démographie amérindienne met en jeu plusieurs difficultés : confiance à accorder aux chiffres anciennement avancés, choix de méthodologie de reconstitution des populations anciennes. Pour les données récentes, le principal écueil est celui de la définition de ce qu'est un amérindien.

### Choix et retraitement des données anciennes
Les données les plus anciennes, issues des colonisateurs, conquérants ou missionnaires, et revues par des démographes, étaient non seulement incomplètes, mais aussi manipulées dans un objectif idéologique, afin de défendre une version plus acceptable ou au contraire moins acceptable de la colonisation ; selon l'historienne Élise Marienstras, la « démographie a été utilisée, manipulée même, au service d'une certaine conception de la colonisation ».

### Définition d'un Amérindien
Thornton relève qu'aux États-Unis, il peut exister six façons différentes d'être déclaré Amérindien :
- appartenance à une tribu indienne ;
- auto-déclaration, comme dans le cas du recensement ;
- reconnaissance par la communauté indienne, typiquement par d'autres Indiens ;
- reconnaissance par des non-Indiens ;
- définitions biologiques telles que le nombre d'ascendants ;
- définitions culturelles (« agir comme un Indien devrait »)[2].

S'il trouve la seconde méthode, auto-déclarative, la plus respectueuse vis-à-vis des Indiens, celle-ci pose toutefois quelques problèmes. Ainsi, dans « Les autochtones invisibles ou comment l’Argentine s’est « blanchie » », Sabine Kradolfer s'étonne que la communauté autochtone ait été déclarée quasiment disparue vers 1995, puis qu'en 2005, un journal titre « 56 % des Argentins ont des ancêtres autochtones ». Cela témoignerait d'un « phénomène d’« émergence indigène » sur tout le continent latino-américain qui a conduit à la (ré)apparition de différents groupes ethniques sur la scène politique. En Argentine, certains peuples semblent renaître comme par exemple [sic] les Huarpes, les Ona ou les Quilmes, alors que les Mapuches qui ont toujours été reconnus comme l’un des groupes ethniques les plus importants du pays n’ont jamais été aussi nombreux à revendiquer leur passé autochtone ». Le cas de la renaissance des Ona - aussi appelés Selknam, une tribu exterminée à l'aube du XXe siècle - est d'autant plus symptomatique que la mort de la dernière des Selknam a été annoncée en 1999.

## Époque précolombienne
L'estimation de la population de l'Amérique avant l'arrivée de Christophe Colomb, décisive pour l'évolution démographique indigène à partir de la colonisation européenne du continent, a d'abord reposé sur les témoignages et mémoires des conquistadors et ecclésiastiques du XVIe siècle, puis, à partir du XXe siècle, sur le recoupement des données de fouilles archéologiques de plus en plus nombreuses. Les documents indigènes sont rares : les Incas procédaient à des recensements périodiques des populations, mais les quipus conservés ne sont pas décryptables ; le document le plus intéressant pour le Mexique est le Codex Mendoza, rédigé en 1549, et qui liste les tributs versés à l'empereur des Aztèques en 1519.
La fiabilité des données est très insuffisante pour que les estimations soient précises. Les témoignages de l'époque coloniale sont suspects d'être biaisés par les intérêts des auteurs à surestimer ou sous-estimer certaines valeurs, ainsi que par leur manque de méthodologie et de moyens ; les résultats des fouilles archéologiques sont trop incomplets pour être fiables, parce qu'il faut les généraliser, extrapoler exagérément en appliquant les données locales à des contextes différents. De ce fait, après des décennies de recherche, l'historien Woodrow Borah (en) a évalué que la marge d'erreur des estimations était comprise entre 30 et 50 pour cent ; David Henige (en), historien américain, estime pour sa part qu'il est absolument impossible d'évaluer précisément la population précolombienne de l'Amérique,.
L'absence de données fiables a conduit à une grande variabilité des estimations, en fonction des méthodologies employées, de 8 à 112 millions d'individus. Pour l'Amérique du Nord, les estimations varient d'environ 1 à 18 millions.
Actuellement[Quand ?], selon Noble David Cook, spécialiste de la question, la plupart des spécialistes acceptent l'estimation de William Denevan (1992) de 54 millions d'indigènes en 1492, et considèrent que sa marge d'erreur est de 20%, ce qui donne des valeurs extrêmes de 43 et 65 millions.
| Auteur    | Date | États-Unis et Canada | Mexique       | Amérique centrale | Caraïbes    | Andes         | Terres basses d'Amérique du Sud | Total          |
| --------- | ---- | -------------------- | ------------- | ----------------- | ----------- | ------------- | ------------------------------- | -------------- |
| Sapper    | 1924 | 2 000-3 000          | 12 000-15 000 | 5 000-6 000       | 3 000-4 000 | 12 000-15 000 | 3 000-5 000                     | 37 000-48 500  |
| Kroeber   | 1939 | 900                  | 3 200         | 100               | 200         | 3 000         | 1 000                           | 8 400          |
| Steward   | 1949 | 1 000                | 4 500         | 740               | 220         | 6 130         | 2 900                           | 15 490         |
| Rosenblat | 1954 | 1 000                | 4 500         | 800               | 300         | 4 750         | 2 030                           | 13 380         |
| Dobyns    | 1966 | 9 800-12 250         | 30 000-37 500 | 10 800-13 500     | 440-550     | 30 000-37 500 | 9 000-11 250                    | 90 040-112 550 |
| Denevan   | 1992 | 3 790                | 17 174        | 5 625             | 3 000       | 15 696        | 8 619                           | 53 904         |
| Alchon    | 2003 | 3 500                | 16 000-18 000 | 5 000-6 000       | 2 000-3 000 | 13 000-15 000 | 7 000-8 000                     | 46 500-53 500  |

## Époque coloniale
La colonisation de l'Amérique par les Européens a causé une forte baisse démographique de la population indigène. Son étendue ainsi que sa qualification de génocide ont fait l'objet d'un long débat universitaire.
Elle a principalement été imputée d'une part aux violences (conflits contre les colons européens et entre ethnies autochtones, mauvais traitements, violence sociale structurelle du colonialisme) et d'autre part à des maladies exogènes (telles que la grippe, la peste bubonique ou pneumonique, la fièvre jaune, la variole, le paludisme) contre lesquelles les indigènes n'avaient pas développé d'immunité.

### Le choc viral et bactérien
Sans pouvoir préciser avec certitude l'ampleur de l'impact des maladies infectieuses chez les Amérindiens, le taux de mortalité aurait atteint 90 pour cent pour certaines populations durement affectées. Les Amérindiens, qui n'étaient pas immunisés contre des virus et maladies comme la coqueluche, la rougeole ou la variole qui sévissaient depuis des millénaires dans l'Ancien Monde, auraient été foudroyés par des épidémies plusieurs décennies avant que des colons n'arrivent dans des territoires ayant ainsi perdu leur population autochtone. Le processus a commencé dès les années 1500 et a emporté des centaines de milliers de vies.
En 1520 et 1521, une épidémie de variole toucha les habitants de Tenochtitlan et fut l’un des principaux facteurs de la chute de la ville au moment du siège. En effet, on estime entre 10 et 50 % la part de la population de la cité qui serait morte à cause de cette maladie en deux semaines. Deux autres épidémies affectèrent la vallée de Mexico : la variole en 1545-1548 et le typhus en 1576-1581. Les Espagnols, pour compenser la diminution de la population, ont rassemblé les survivants des petites villes de la vallée de Mexico dans de plus grandes cités. Cette migration a brisé le pouvoir des classes supérieures, mais n’a pas dissous la cohésion de la société indigène dans un Mexique plus grand.
Selon Calvo,, les épidémies de variole, de typhus, de grippe, de diphtérie de rougeole, de peste auraient tué entre 50 et 66 % de la population indigène selon les régions d'Amérique latine.
En 1617-1619, une épidémie de peste bubonique ravage la Nouvelle-Angleterre. Le bilan de ces épidémies est difficile à donner avec exactitude. Les sources sont inexistantes et les historiens ne sont pas d'accord sur les estimations. Certains avancent 10 millions d'Amérindiens pour tout le continent ; d'autres[Qui ?] pensent plutôt à 90 millions, dont 10 pour l'Amérique du Nord. Le continent américain entier (de l'Alaska au Cap Horn) aurait abrité environ 50 millions d'habitants en 1492 ; pour comparaison, il y avait 20 millions de Français au XVIIe siècle. Les chiffres avancés pour le territoire des États-Unis d'aujourd'hui sont compris entre 7 et 12 millions d'habitants. Environ 500 000 Amérindiens peuplaient la côte Est de cet espace. Ils ne sont plus que 100 000 au début du XVIIIe siècle. Dans l'Empire espagnol, la mortalité des Amérindiens était telle qu'elle fut l'un des motifs de la traite des Noirs, mise en œuvre pour importer dans le « Nouveau Monde » de la main-d'œuvre pour les mines et les plantations.
Des traces de cette hécatombe ont été révélées en 2018 par des études environnementales. D'après une étude menée par quatre géographes de l'University College de Londres et de l'université de Leeds, sur les pandémies ayant décimé les peuples amérindiens, la dépopulation serait de l'ordre de 56 millions de morts en un siècle, ce qui aurait réduit la population amérindienne de 60 millions avant 1492 à 4 millions d'individus en 1600 . Les Amérindiens pré-colombiens subsistaient grâce à une agriculture développée exploitant environ 60 millions d'hectares. Les défrichages avaient le plus souvent lieu grâce a des brûlis successifs. Après disparition de 90 % de la population pré colombienne,  "sans intervention humaine, des paysages autrefois exploités sont retournés à leur état naturel, absorbant par là-même le dioxyde de carbone de l'atmosphère", éliminant la plupart des émissions par brûlis, et favorisant la recolonisation des terres cultivées par une flore originelle. On estime que le reboisement s'est effectué sur une surface équivalente au territoire français actuel, constituant des puits de carbone et provoquant une chute nette et mesurable de la concentration de CO2 atmosphérique de l'ordre de 7 à 10 ppm, soit l'équivalent de deux ans de rejets de CO2 au début du XXIe siècle. Cette diminution aurait contribué notamment au petit âge glaciaire, un refroidissement à l'échelle planétaire. Selon les auteurs de cette étude, cette modification du taux atmosphérique de CO2 pourrait montrer que l'impact humain sur le climat précède l'ère industrielle.

### Guerres, massacres, réduction en esclavage
Beaucoup d'Amérindiens ne vivaient pas de façon pacifique avant la colonisation européenne, et celle-ci ne se réduit pas à une série d'atrocités. Pourtant elle a parfois mené à des massacres en temps de conquête et de guerre, touchant davantage les autochtones que les colons, et à des formes plus ou moins sévères et mortifères d'oppression des indigènes en temps de cohabitation. La plupart des historiens considèrent que le phénomène meurtrier a contribué au désastre démographique : il ne peut pas expliquer le brusque déclin, qui doit d'abord être imputé aux épidémies, mais il est une cause évidente de la disparition des ethnies les plus touchées par le choc viral, ainsi que de leur culture.
Les Taïnos des grandes Antilles ont disparu à cause des effets conjoints des maladies, des guerres et des maltraitances. En Amériques Centrale et du Sud, beaucoup d'Indiens furent exploités dans des mines et des plantations, parfois réduits en esclavage quand ils voulaient résister à la déculturation et à l'ethnocide qui étaient des constantes coloniales. L'esclavage a sévi au XVIe siècle au Mexique, pays très touché par les épidémies, bien que le pape Paul III ait condamné cette pratique dans la bulle Sublimis Deus.
De nombreuses tribus d'Amérique du Nord furent repoussées dans des conditions déplorables hors des terres colonisées, parfois vers des territoires ou des réserves peu propices à l'agriculture ou à l'extraction forestière et minière. Les nombreuses guerres indiennes réparties sur deux siècles ont accompagné les déplacements de population. Quelques dirigeants, au Texas ou en Californie par exemple, insatisfaits par le nettoyage ethnique, engagèrent des guerres d'extermination durant lesquelles des actes génocidaires furent commis [réf. nécessaire].

## Époque moderne et contemporaine

### Aux États-Unis et au Mexique
Au XXe siècle, la tendance démographique s'inverse peu à peu pour de nombreux peuples amérindiens, un phénomène que l'anthropologue et démographe Russell Thornton appelle survival et qu'il oppose à holocaust, l'hécatombe de l'ère coloniale. Thornton explique que la population amérindienne reste proportionnellement faible dans la population totale des États-Unis, constamment alimentée par des migrations, mais qu'en données absolues elle augmente significativement, et ce pour la raison évidente de l'amélioration des conditions de vie (même si cette amélioration se manifeste plus ou moins en fonction des pays) : le phénomène meurtrier de l'ère coloniale s'est réduit considérablement, les Indiens font valoir leurs droits si ceux-ci sont menacés, ils ont plus facilement accès aux soins, sont protégés par des organisations internationales puissantes[réf. nécessaire]. Toutefois, la définition même de ce qu'est un Amérindien et la multiplication des métissages peut engendrer deux lectures opposées, puisque Thornton relève que pour le Bureau du recensement américain, si les conditions constatées de fertilité, de stérilité et de vitalité restent inchangées, on pourrait assister à terme à une diminution drastique puis à une disparition totale des Indiens ethniquement purs (n'ayant que des ancêtres indiens).  
L'exemple du Mexique est cependant éloquent : la proportion de locuteurs de langues indigènes est passée d'au moins 60 % en 1810 à 37 % en 1876, pour tomber à 15 % en 1900 et moins de 10 % dans les années 1960 ; mais en valeur absolue, le nombre de locuteurs a nettement augmenté, passant d'environ 1,8 million en 1900 à plus de 6 millions en 2000. Selon le recensement de 2015, au Mexique, les langues indigènes étaient parlées par 7 382 785 personnes de 3 ans et plus, soit moins de 7 % des Mexicains.

### Amazonie et autres terres basses d'Amérique du Sud
La population des Indiens d'Amazonie connaît globalement les mêmes phénomènes de forte décroissance de la population, liée aux maladies et aux déplacements de populations pour travaux forcés, suivie d'une petite remontée de la population, lorsque les tribus n'ont pas purement et simplement disparu. Ces courbes ne se superposent toutefois pas dans le temps à celles de peuples tels que les Indiens d'Amérique du Nord : le nadir y est beaucoup plus précoce. En haute et moyenne Amazonie (Pérou et Équateur), après une phase d'effondrement continu entre 1550 et 1770, de 80 à 90 % de la population a déjà disparu au début du XVIIIe siècle, dont une bonne partie victime de leur déportation dans les encomiendas ou de leur regroupement dans les réductions jésuites. Ces chiffres différent d'un sous-groupe à l'autre : les Mainas et Romainas disparaissent complètement, d'autres groupes ne sont touchés « qu'à » hauteur de 60 %. La phase de retour à la croissance (pour ceux pour lesquels on dispose de statistiques dans cette zone, c'est-à-dire essentiellement les Quechuas équatoriens) commence entre 1820 et 1850, puis retombe avec la fièvre du caoutchouc. Au cours de cette période, les Zaparos, qui avaient quasiment touché le seuil critique de survie, disparaissent complètement. Par la suite, les populations connaissent une nouvelle phase de croissance, plus ou moins prononcée selon les tribus au cours du XXe siècle. Cette croissance n'est pas liée aux avancées médicales ou à la baisse de la mortalité infantile, mais à une modulation de l'espace entre les naissances.
Au Brésil, le nombre d'Indiens passe d'un million en 1900 à moins de 300 000 en 1952, et à 215 000 en 1992. De multiples initiatives se mettent en place pour protéger les indigènes, mais elles tâtonnent sur la stratégie à mener : assimilation ou protection des terres indigènes ? Cette dernière option est finalement reconnue comme une condition sine qua non de la survie de leurs habitants nomades, avec inscription dans la Constitution de 1988 de droits territoriaux déclarés « originaires », c'est-à-dire antérieurs à la création de l'État brésilien. La transcription de ces droits en zones délimitées est effective en 2000 pour la majeure partie des tribus indiennes environ 100 millions d'hectares répartis sur 387 aires, soit 20 % de la superficie de la forêt amazonienne. La population de plusieurs des tribus amorce alors une phase de croissance, sachant toutefois qu'une partie d'entre elles (100 tribus) compte moins de 200 personnes. En 2000, on dénombre 224 000 Indiens. Cette reprise est donc très fragile, d'autant que la reconnaissance des terres n'exclut ni leur utilisation illégale par des orpailleurs, exploitants de bois ou autres défricheurs, contre lequel l'État a des difficultés à lutter, ni les revendications de prospection ou d'exploitation par des intérêts privés, même si les Indiens sont assistés d'ONG pour tenter de défendre leurs droits face à des industriels quelquefois financés par la Banque mondiale et l'Union européenne : ainsi les Awá ont perdu 30 % de leurs terres lors des 25 dernières années, et ont subi des massacres en vue de s'approprier leurs terres. Dans le Mato Grosso do Sul, plusieurs peuples indiens dont les Guarani-Kaiowá tentent de récupérer les terres qui leur ont été attribuées, et qui sont occupées par des agriculteurs, ce qui provoque de nombreux conflits. Une ONG, CIMI, indique que pour 2014 41 assassinats d'indigènes ont été recensées, tandis qu'une autre, Survival fait état d'un taux de suicide de 232 pour 100 000, qui serait le plus élevé du monde.

#### Droit international
- Peuple autochtone, Droits des peuples autochtones (Déclaration des droits des peuples autochtones)
- Terra nullius, Doctrine de la découverte